# Jean-Baptiste Feuillet
Jean-Baptiste Feuillet (né en 1624, mort à Paris le 19 octobre 1687) est un prêtre missionnaire dominicain français.

## Biographie
Il entra dans l'ordre des dominicains en 1644 et prononça ses vœux solennels le 3 mars 1645. Il fut missionnaire aux Antilles de 1650 à 1658. 
De retour en France, il rédigea plusieurs biographies de saints dominicains médiévaux ou canonisés au XVIIe siècle.
Il mourut dans le collège Saint-Jacques à Paris le 19 octobre 1687.